# Podmyče
Podmyče (in tedesco Pomitsch) è un comune della Repubblica Ceca facente parte del distretto di Znojmo, in Moravia Meridionale.